# 9 Lives
9 Lives é o primeiro álbum de estúdio da cantora americana de R&B e pop da República Dominicana Kat DeLuna. Lançado em 7 de Agosto de 2007 pela Sony Music Entertainment.
Vendeu mais de 200.000 cópias sendo cerca de 11.000 na primeira semana nos Estados Unidos, estreando na posição 58 da Billboard 200 e posteriormente, Top 20 em mais de 4 países. 4 singles foram lançados. Foi ainda certificado de Platina na França.

## Alinhamento de faixas
Todas as faixas foram produzidas por RedOne.
| N.º | Título                                                | Compositor(es)                                  | Duração |  |
| 1.  | "9 Lives" (Intro)                                     | Kat DeLuna, Nadir Khayat                        | 1:06    |  |
| 2.  | "Run the Show" (featuring Busta Rhymes)               | DeLuna, Khayat, Jane't Sewell-Ulepic, Shaka Dee | 3:31    |  |
| 3.  | "Am I Dreaming"                                       | DeLuna, Khayat, Sewell-Ulepic                   | 4:14    |  |
| 4.  | "Whine Up" (featuring Elephant Man)                   | DeLuna, Tyrone Edmond, Khayat, Sewell-Ulepic    | 3:25    |  |
| 5.  | "Feel What I Feel"                                    | DeLuna, Khayat, Sewell-Ulepic                   | 4:04    |  |
| 6.  | "Love Me, Leave Me"                                   | DeLuna, Maher Zain, Claude Kelly, Khayat        | 4:11    |  |
| 7.  | "In the End"                                          | DeLuna, Kelly, Khayat                           | 3:23    |  |
| 8.  | "Love Confusion"                                      | DeLuna, Kelly, Khayat                           | 4:02    |  |
| 9.  | "Animal"                                              | DeLuna, Khayat, Sewell-Ulepic                   | 3:23    |  |
| 10. | "Be Remembered" (featuring Shaka Dee)                 | DeLuna, Khayat, Sewell-Ulepic, Shaka Dee        | 3:37    |  |
| 11. | "Enjoy Saying Goodbye"                                | DeLuna, Andrea Martin, Khayat                   | 4:05    |  |
| 12. | "Whine Up" (Spanish Version)                          | DeLuna, Edmond, Khayat, Sewell-Ulepic           | 3:25    |  |
| 13. | "Como Un Sueño" (Spanish Version of Am I Dreaming)    | DeLuna, Andrea Martin, Khayat                   | 3:59    |  |
| 14. | "Run The Show" (Spanish Version; featuring Shaka Dee) | DeLuna, Khayat, Sewell-Ulepic, Shaka Dee        | 3:30    |  |

## Histórico de lançamento
| Região         | Data               | Gravadora                |
| -------------- | ------------------ | ------------------------ |
| Estados Unidos | August 7, 2007     | Epic Records             |
| Canada         | August 7, 2007     | Sony Music Entertainment |
| Japão          | August 8, 2007     | Sony Music Japan         |
| França         | April 21, 2008     | Universal Music Group    |
| Singapura      | May 1, 2008        | Universal Music Group    |
| Alemanha       | July 25, 2008      | Universal Music Group    |
| Australia      | September 29, 2008 | Universal Music Group    |
| Polonia        | September 8, 2008  | Universal Music Group    |

## Desempenho nas tabelas musicais
| tabelas musicais (2007/2008) | Melhor Posição |
| ---------------------------- | -------------- |
| Australian ARIA Urban Albums | 31             |
| Ö3 Austria Top 40            | 64             |
| Belgium Albums Chart         | 16             |
| Finnish Albums Chart         | 15             |
| French Albums Chart          | 21             |
| Polish Albums Chart          | 12             |
| Swiss Albums Chart           | 49             |
| U.S. Billboard 200           | 58             |